# Foster City (Kalifornija)
Foster City je grad u američkoj saveznoj državi Kalifornija. Prema popisu stanovništva iz 2010. u njemu je živjelo 30.567 stanovnika.